# Communauté de communes Sologne Bourbonnais-Nivernais
La communauté de communes Sologne Bourbonnais-Nivernais est une ancienne communauté de communes française, située dans le département de la Nièvre et la région Bourgogne-Franche-Comté.

## Histoire
La communauté de communes est dissoute au 31 décembre 2016 :
- les communes de Dornes et Saint-Parize-en-Viry rejoignent Moulins Communauté,
- la commune de Neuville-lès-Decize rejoint la communauté de communes du Nivernais Bourbonnais,
- la commune de Toury-Lurcy rejoint la communauté de communes Sud Nivernais.

## Composition
Elle est composée des communes suivantes :
1. Dornes
2. Neuville-lès-Decize
3. Saint-Parize-en-Viry
4. Toury-Lurcy